# MIUI
MIUI（ミーユーアイ）は、Xiaomi（シャオミ）によって開発された、スマートフォン及びタブレット端末向けのAndroidUI（ファームウェア）である。
Androidオープンソースプロジェクトからリリースされたソースコードをベースに、独自のカスタマイズが施されたUIとなっている。
2023年10月17日に後継OSとなるXiaomi HyperOSが発表され、13年間にわたるMIUIの開発は終了した。

## バージョン履歴
| バージョン                               | リリース日 (中国版) | Androidのバージョン | 主な新機能と変更点 |
| ---------------------------------------- | ------------------- | ------------------- | --- |
| MIUI 1                                   | 2010年8月16日       | 2.1                 | 初リリース |
| MIUI 2                                   | 2010年10月29日      | 2.1 - 2.3.6         | ユーザーインターフェースの改良 |
| MIUI 3                                   | 2011年3月25日       | 2.3.6               | ユーザーインターフェースの改良 |
| MIUI 4                                   | 2012年1月19日       | 4.0.4 - 4.1.2       | アンチウイルス機能を追加 |
| MIUI 5                                   | 2013年4月9日        | 4.1.2 - 4.4.2       | Googleサービスを削除 (中国版のみ) |
| MIUI 6                                   | 2014年8月16日       | 4.4.2 - 5.0.2       | ユーザーインターフェースの改良 |
| MIUI 7                                   | 2015年8月13日       | 4.4.2 - 6.0.1       | ユーザーインターフェースの改良 |
| MIUI 8                                   | 2016年5月10日       | 4.4.2 - 7.1.2       | - ユーザーインターフェースの改良 - デュアルアプリとセカンドスペース機能を追加 |
| MIUI 9                                   | 2017年7月26日       | 4.4.2 - 8.1.0       | - ユーザーインターフェースのマイナーチェンジ - 画面分割の追加 - 顔認証の追加 - 通知シェードおよびQuickCard (現: App Vault) の改善 - 新しいサイレントモード - キーとジェスチャーのショートカットを追加 |
| MIUI 10                                  | 2018年5月31日       | 6.0 - 9             | - 新しい通知シェード - ダークモード - 通知機能の拡張 - 最近のアプリ画面、音量調整、時計、カレンダー、メモの追加 - XiaoAIとの連携強化 - ユーザーインターフェースのマイナーチェンジ |
| MIUI 11                                  | 2019年9月24日       | 7.0 - 10            | - 一部の端末ではAndroid 10ベースのものに - システム全体のダークモード - 超省電力モード - Mi電卓 (ピクチャーインピクチャー モード) - 常時オンディスプレイ - 新アイコン - システムランチャーにアプリドロワー設定の追加 - より滑らかなアニメーション - ステータスバーの最適化 - スクリーンショットの自動管理 - ウルトラバッテリーセーバーの追加 (中国版のみ) - 広告を無効化する設定の追加                    |
| MIUI 12                                  | 2020年4月27日       | 9 - 11              | - ダークモード2.0 - 新しいジェスチャーとスムーズなアニメーション - 新しいアイコン - プライバシーを重視 - グローバルバージョンのウルトラバッテリーセーバー機能を追加 - サードパーティのアプリでの位置情報、連絡先などの1回限りの許可 - フローティングウィンドウ - ライトモード - アプリドロワー - 通話AI（自動返信） - スーパー壁紙 (ホーム、赤い惑星) - 新しい通知シェード - ビデオアプリのツールボックス |
| MIUI 12.5                                | 2020年12月28日      | 10 - 11             | - 通知音に新しい自然音を採用 - より滑らかなアニメーション - アプリフォルダのデザイン変更 - カレンダーに縦書きレイアウトを追加 - Mi Notesの改善 - スーパー壁紙 (雪山、幾何学、土星の環) - カメラによる心拍数計測機能を追加 |
| MIUI 13                                  | 2021年12月28日      | 11 - 12             | - ユーザーインターフェースのマイナーチェンジ - 新しいウィジェット - Android 12から搭載された新しい片手操作モード - アプリ保管庫のデザインを変更 - 新しいMi Sansフォント - コントロールセンターのデザイン変更 - 新しいライブ壁紙 |
| MIUI 14                                  | 2022年12月11日      | 12 - 13             | - パフォーマンスの最適化 - ユーザーインターフェースのマイナーチェンジ - 新しいウィジェット - 新しい壁紙 - スーパーアイコン (中国版のみ) - ホーム画面にペットと動物を追加 (中国版のみ) - デバイス連携 - プライバシー保護の強化 |
| 凡例サポート終了サポート中現行バージョン |                     |                     | |

## プライバシーに関する懸念
同社が開発・運用するアプリケーションが違法な個人情報の収集を行なっていたとして中国政府から批難された。
また、同社のプライバシーポリシーにおいて、個人を特定できる情報（個人情報）は適用される地域の法律に従って運用されるとしているが、
当社は、識別不可能な情報を収集、使用、転送および開示する場合があります。との記載があり、識別不可能な情報と定義される以下の情報は、個人情報と組み合わせて運用される場合があるとしている（その際、これらの情報は個人情報として取り扱われる）。
- 特定のサービスの使用において生成された統計データ（例: 識別不可能なデバイス関連情報、1日の使用状況イベント、ページアクセスイベント、ページアクセスタイムイベント、セッションイベントなど）
- ネットワーク監視データ（例：リクエスト時間、リクエスト回数またはエラーリクエストなど）
- アプリケーションクラッシュイベント（例：アプリケーションがクラッシュした後に自動的に生成されるログなど）